# Michał Protasiuk
Michał Protasiuk (ur. 1978 w Bydgoszczy) – polski pisarz fantastyki.

## Życiorys
Pochodzi z Siedlec, studiował i mieszkał w Poznaniu, od 2011 mieszka i pracuje w Warszawie.
Związany z poznańskim klubem fantastyki „Druga Era” oraz fanzinami „Inne Planety” i „deZinformator”. Debiutował w 2003 opowiadaniem Projekt Golgota na łamach „Science Fiction”. Publikuje teksty krytyczne w „Czasie Fantastyki”.
W 2006 ukazała się jego debiutancka powieść Punkt Omega. Za drugą powieść, Strukturę z 2010, otrzymał nagrodę główną Nagrody Literackiej im. Jerzego Żuławskiego. W 2012 ponownie wyróżniony w konkursie im. Jerzego Żuławskiego, tym razem za powieść Święto rewolucji. W 2014  wydał kolejną powieść, Ad Infinitum. W 2022 zdobył nagrodę Polska Książka Roku w ramach Nagród „Nowej Fantastyki” za zbiór opowiadań Anatomia pęknięcia.